# Fast
Pour les articles homonymes, voir Fast (homonymie).
Pour plus de détails, voir Fiche technique et Distribution.
Fast est un film français réalisé par Dante Desarthe et sorti en 1995.

## Synopsis
Jean-Louis, jeune campagnard naïf, monte à Paris pour retrouver son premier amour, la fille aux cheveux "jaunes comme des frites". Il se fait engager dans un restaurant rapide, le Fast Burger. Commence alors pour lui une drôle d'ascension sociale dont il n'a que faire. Fast, ou la rencontre du jeune homme naïf et de l'entreprise à l'américaine.

## Fiche technique
- Titre : Fast
- Réalisation : Dante Desarthe
- Scénario : Dante Desarthe et Jackie Berroyer
- Production : Philippe Martin pour Les Films Pelléas
- Coproduction : Dante Desarthe pour Les Films du bois sacré
- Photographie : Ariane Damain
- Son : Dominique Lacour, Jean-Pierre Laforce
- Musique : Krishna Levy
- Montage : Martine Mory
- Pays de production :  France
- Langue : français
- Format : couleurs 35 mm
- Genre : comédie romantique
- Durée : 105 minutes
- Date de sortie en France : 7 juin 1995

## Distribution
- Frédéric Gélard : Jean-Louis
- Jean-François Stévenin : Francis
- Karin Viard : la fille aux cheveux jaunes
- Nathalie Schmidt : Henriette
- Zinedine Soualem : Mourad
- Paul Crauchet : Pépé
- Edouard Montoute : Daniel
- François Chattot : Joël
- Olivier Doran : Lionel
- Franck Manzoni : François
- Odile Roire : Marie
- Georges Claisse : M. Humbert
- Samir Guesmi : Jocelyn
- Arnaud Churin : Gilles
- Olivier Saladin : Christophe
- Jean Lescot : Christian Noise
- Marc Berman : le premier boyfriend
- Édouard Baer : le deuxième boyfriend
- Philippe Frécon : le chauffeur du car
- Madeleine Marie : la vieille dame

## Distinctions
- Prix de la fondation Hachette[2]
- Prix du meilleur premier film 1995 au festival Rencontre des premiers films de la SRF[3]
- Prix de la fondation Philip Morris[4]
- Festival des Rencontres des Premiers Films - Grand Prix[5]